# Isiaha Mike
Isiaha Mike (Toronto, 11 agosto 1997) è un cestista canadese.

## Statistiche

### College
| Anno      | Squadra        | PG | PT | MP   | TC%  | 3P%  | TL%  | RP  | AP  | PRP | SP  | PP   |
| --------- | -------------- | -- | -- | ---- | ---- | ---- | ---- | --- | --- | --- | --- | ---- |
| 2016-2017 | Duquesne Dukes | 32 | 32 | 28,4 | 43,4 | 33,3 | 66,7 | 5,8 | 1,6 | 0,8 | 0,8 | 11,3 |
| 2018-2019 | SMU Mustangs   | 32 | 32 | 30,7 | 45,3 | 36,8 | 76,3 | 5,4 | 1,7 | 0,9 | 1,1 | 11,7 |
| 2019-2020 | SMU Mustangs   | 30 | 30 | 30,7 | 48,1 | 37,7 | 80,5 | 6,3 | 1,8 | 1,4 | 0,6 | 14,0 |
| Carriera  | Carriera       | 94 | 94 | 29,9 | 45,6 | 36,1 | 74,6 | 5,8 | 1,7 | 1,0 | 0,9 | 12,3 |

### Eurocup
| Anno      | Squadra         | PG | PT | MP   | TC%  | 3P%  | TL%  | RP  | AP  | PRP | SP  | PP   |
| --------- | --------------- | -- | -- | ---- | ---- | ---- | ---- | --- | --- | --- | --- | ---- |
| 2022-2023 | Bourg-en-Bresse | 17 | 16 | 24,5 | 48,8 | 39,3 | 78,9 | 4,6 | 1,8 | 1,1 | 0,7 | 10,5 |
| 2023-2024 | Bourg-en-Bresse | 24 | 24 | 23,4 | 47,9 | 36,0 | 79,7 | 4,2 | 1,5 | 1,6 | 0,2 | 12,8 |
| Carriera  | Carriera        | 41 | 40 | 23,9 | 48,2 | 37,2 | 79,4 | 4,4 | 1,6 | 1,4 | 0,4 | 11,8 |

## Palmarès

### Squadra
- CEBL: 1

Scarborough Shooting Stars: 2023
- Campionato serbo: 1

Partizan: 2024-25
- Lega Adriatica: 1

Partizan: 2024-25

### Individuale
- All-Eurocup First Team: 1

Bourg-en-Bresse: 2023-2024